# Changmin
Shim Changmin (18. veljače 1988.), poznatiji i po imenu Max (međunarodno), Choikang Changmin (최강창민, 最强昌珉; Južna Koreja), Changmin (チャンミン; Japan) i Shen Changmin (沈昌珉; Kina i Tajvan), južnokorejski je pjevač i povremeni glumac najpoznatiji kao član južnokorejskog benda TVXQ-a.